# MZ ETZ 250
MZ ETZ 250 – motocykl produkowany w latach 1981 – 1989 w Zschopau. Jego poprzednikiem był motocykl MZ TS 250/1, natomiast MZ ETZ 251 jego następcą. Modele o pojemności 250 cm³ były największymi i najszybszymi jednośladami produkowanymi w fabryce MZ na przełomie lat 80. i 90. Skrót (Einzylinder Telegabel Zentralkastenrahmen) oznacza: jednocylindrowy, widelec teleskopowy, rama z centralnym profilem skrzynkowym.

## Historia modelu

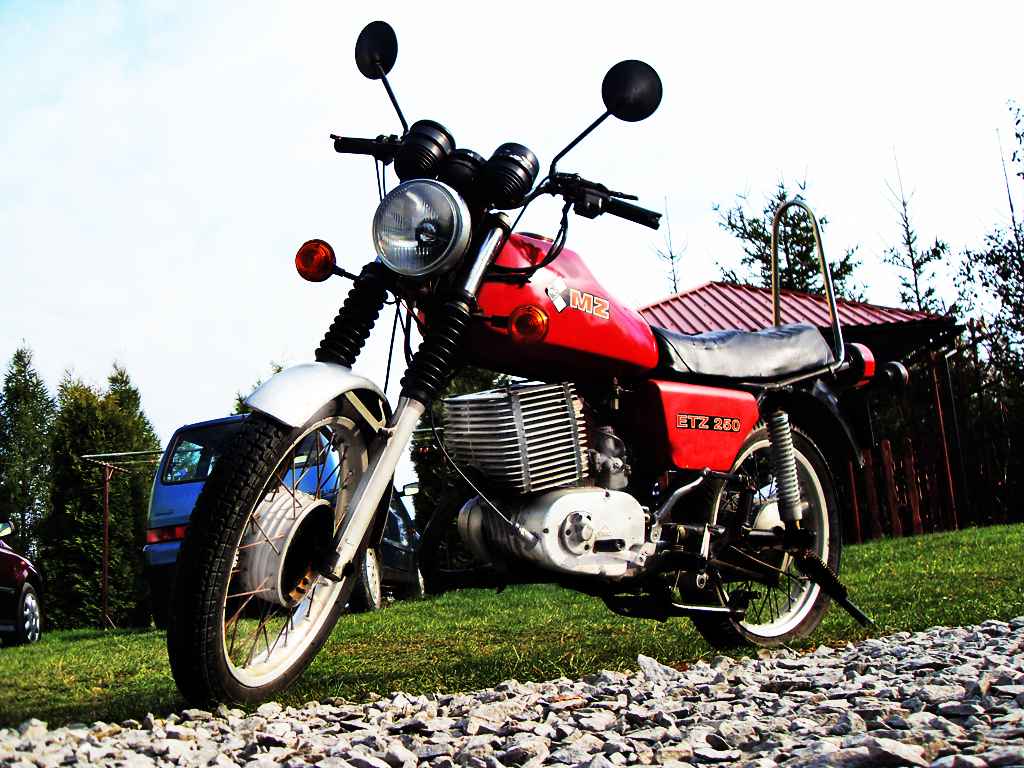
MZ ETZ 250

Początkowo motocykle wyposażane były dosyć ubogo. Brak obrotomierza oraz hamulec bębnowy z przodu odbiegały od sportowego wizerunku, jaki fabryka chciała nadać swoim wyrobom. Tarczowe hamulce, obrotomierze i dozowniki oleju zaczęły pojawiać się w wersjach eksportowych, a z biegiem czasu stały się standardem dla wszystkich egzemplarzy.
- 1981 – wprowadzenie na rynek modelu ETZ 250
- 1982 – hamulec tarczowy z przodu, rzadko spotykany w tych rocznikach
- 1983 – wyłącznik światła hamowania w kole przednim
- 1983 – gumowe mieszki faliste na przednich widelcach (spotykane również wcześniej)
- 1985 – nieco zmieniony obrotomierz (brak skali czerwonej)
- 1985 – inne gumy na licznikach
- 1985 – akumulator 12 V 5 Ah, poprzednio 9 Ah
- 1987 – elektroniczny zapłon w 250E
- 1987 – nowy tłumik dla ETZ 250(krótszy o 4 cm)
- 1987 – automatyczny dozownik oleju (pompa Mikuni)
- 1987 – nowy gaźnik 30N3-1 dla ETZ 250 (później w 251)
- 1987 – reflektor halogenowy z żarówką H4
- 1988 – nowy przełącznik świateł z jedną wiązką przewodów
- 1989 – zakończenie produkcji ETZ 250

## Silnik
Silnik EM250 to dwusuw z przepłukiwaniem zwrotnym chłodzony powietrzem. Duraluminiowy, bogato użebrowany cylinder z głowicą posiada żebra chłodzące wyłącznie poziome z gumowymi elementami tłumiącymi hałas. Wewnątrz cylindra jest zalana żeliwna tuleja cylindrowa z układem kanałów. Wadą silników EM250 jest niski moment obrotowy w zakresie do 3000 obrotów i jego szybki przyrost powyżej tej wartości. Sam przebieg momentu obrotowego wykazuje dwa szczyty, jeden dla obrotów 3500 i drugi dla 5200 obr./min. Jest to tzw. podwójna biegunowa, często występująca w silnikach dwusuwowych o sporym wysileniu, z rozrządem tłokowym. W praktyce objawia się to tym, iż motocykl rozpędza się dość ospale z niskich obrotów, aby energicznie przyśpieszać, gdy obroty silnika osiągają poziom powyżej 3000-3500. Jednak cecha ta występowała we wszystkich ówcześnie produkowanych motocyklach z silnikiem dwusuwowym o takim samym rozrządzie i zbliżonym wysileniu. Mimo tych cech średnie ciśnienie użyteczne silnika jest spore - wynosi 7,07 atm.
- Maks. moc przy ok. 5500 obr./min : 21 KM (15,5 kW)
- Maks. moment obrotowy przy ok. 5200 obr./min : 27,4 Nm (2,8 kGm).
- Silnik powinien być smarowany mieszanką paliwa z olejem o proporcji 50 : 1.

Przy poprawnym użytkowaniu, silnik wytrzymuje przebieg 30 – 40 tysięcy kilometrów. Po takim przebiegu konieczna jest wymiana tłoka, łożysk na wale oraz regeneracja (a najlepiej wymiana na nowy) wału korbowego i szlifowanie cylindra. Trwałości sprzyja stosowanie dobrej jakości oleju w mieszance paliwa z olejem oraz unikanie wysokich obrotów przy zimnym silniku (zmywanie filmu olejowego przez benzynę). Jak większość dwusuwów także silnik tego modelu jest wrażliwy na jazdę na zbyt niskich obrotach przy wyraźnym otwarciu przepustnicy - przyśpieszającą zużycie łożyska wału korbowego, oraz na przegrzanie (tak zwane "piłowanie w miejscu", "palenie gumy" itd). Takie postępowanie w skrajnych przypadkach prowadzić może do uszkodzenia pierścieni tłoka i cylindra.

### Prędkości
Przy obrotach od 3000 do 5800
- I bieg 20 ... 35 km/h
- II bieg 30 ... 60 km/h
- III bieg 35 ... 85 km/h
- IV bieg 55 ... 110 km/h
- V bieg 70 ... 130 km/h

Na pierwszych trzech biegach motocykl przyśpiesza energicznie, ale dynamika uwarunkowana jest utrzymaniem silnika powyżej 3000 obrotów na minutę. Według oryginalnego oznaczenia skali obrotomierza obroty ekonomiczne kończą się na 6000 obr./min, czyli około 131 km/h. Jednak silnik EM250 może nadal zwiększać swoją prędkość obrotową, nie tracąc dużo ze swojej trwałości. Jest tak dlatego, iż górną granicą pracy silnika nie jest 6000 obr./min, a 7000 – 7500 obr./min. Silnik osiąga maksymalną moc przy 5500 rpm, więc jego praca powyżej tej prędkości obrotowej wiąże się ze spadkiem mocy - w sytuacji wymagającej dużej mocy (wyprzedzanie, podjazdy pod wzniesienia itp) nie należy tej prędkości obrotowej przekraczać - chociaż jest to dopuszczalne. Ze względów ekonomicznych i bezpieczeństwa (również silnika) powinniśmy przyjąć 7000 obr./min jako dopuszczalną granicę pracy silnika. Przy takiej prędkości obrotowej momenty bezwładności mas i siły odśrodkowe są tak duże, że zużycie części układu korbowego oraz gładzi cylindra następuje przedwcześnie. Według instrukcji prędkość maksymalna wynosi 125-130 km/h.
Generalnie prędkością max. w ETZ 250 powinna być prędkość osiągnięta przy 6000 obr./min. Motocykl zużywa od 3 do 5,5 l paliwa na 100 km. Dane są podane przez producenta, jednak spalanie paliwa zależy również od stylu jazdy, warunków panujących na drodze, naszej pozycji na motocyklu (w tym przypadku chodzi o opór powietrza).

## Dane techniczne

### Silnik
- Typ silnika - EM 250
- Cykl pracy - dwusuw z przepłukiwaniem zwrotnym
- Rodzaj chłodzenia - chłodzenie powietrzem /podczas jazdy/
- Liczba cylindrów - 1
- Skok/średnica - 65 mm / 69 mm
- Pojemność skokowa - 243 m³
- Stosunek sprężania - 10,5 : 1
- Objętość komory głowicy cylindra (w stanie zamontowanym) - około 26 cm³
- Maks. moc 
  - przy ok. 5500 obr./min 15,5 kW / 21 KM
  - przy ok. 5000 obr./min 12,5 kW / 17 KM
- Maks. Moment obrotowy:
  - przy ok. 5200 obr./min 27,4 Nm / 2,8 kGm
  - przy ok. 4500 obr./min 24,5 Nm / 2,5 kGm
- Smarowanie mieszanką paliwa 50:1 (dawkowanie oleju, w zależności od kraju-odbiorcy motocykli)
- Łożyska korbowodu - łożysko igiełkowe z koszyczkiem w stopce korbowodu i w główce
- Łożyska główne wału korbowego - 2 łożyska 6306 C4F oraz 1 łożysko 6302 C3F
- Smarowanie łożysk głównych wału korbowego - mieszanką paliwową
- Czas rozrządu w stopniach obrotu wału korbowego:
  - ssanie 150° kąta obrotu wału korbowego,
  - przelot 123° kąta obrotu wału korbowego,
  - wydech 180° kąta obrotu wału korbowego.

### Gaźnik
- Typ gaźnika – BVF 30 N 2-5
- Średnica przelotu – 30 mm
- Dysza główna – 135 lub 125 dla wersji 12,5 kW
- Dysza iglicy – 70 (z otworem poprzecznym)
- Iglica obciążenia częściowego – 2 A 531/C6/ z 5 rowkami
- Położenie iglicy, od góry – 3 lub 4 (na okres docierania)
- Dysza rozruchowa – 110
- Dysza biegu jałowego – 45
- Zawór iglicowy pływaka – 20
- Śruba powietrza biegu jałowego – wykręcona o ok. 1 obrót
- Wycięcie przepustnicy – 5mm[1]

## Operatorzy
Motocykle typu MZ ETZ 250 były szeroko wykorzystywane w wojsku i milicji. Dysponowała nimi między innymi wschodnioniemiecka NVA oraz jednostki powietrznodesantowe i specjalne Ludowego Wojska Polskiego, gdzie służyły w pododdziałach rozpoznania, m.in. w 1 Batalionie Szturmowym.